# Reprezentacja Francji w piłce ręcznej mężczyzn
Reprezentacja Francji w piłce ręcznej mężczyzn – najważniejszy zespół piłki ręcznej w kraju, reprezentujący Francję w rozgrywkach międzynarodowych, powoływany przez selekcjonera, w którym występować mogą wszyscy zawodnicy posiadający obywatelstwo francuskie, niezależnie od wieku, narodowości, czy wyznania. Za jego funkcjonowanie odpowiedzialna jest Fédération Française De Handball (FFHB). Od 28 stycznia 2020 roku obowiązki selekcjonera kadry narodowej seniorów pełni Guillaume Gille.

## Historia
Premierowy międzypaństwowy mecz drużyn siedmioosobowych reprezentacja Francji rozegrała 30 marca 1952 w Hali Pierre’a de Coubertina w Paryżu, ulegając w towarzyskiej potyczce Niemcom 7:28. 13 stycznia 1954 w Berlinie przegrała z nimi po raz kolejny (27:4) w swym debiucie podczas oficjalnej międzynarodowej imprezy (pierwszy mecz Mistrzostw Świata 1954).

## Turnieje

### Udział wmistrzostwach świata
| Rok  | Wynik | Źródło |
| ---- | ----- | ------ |
| 1938 | –     |        |
| 1954 | 6.    |        |
| 1958 | 9.    |        |
| 1961 | 8.    |        |
| 1964 | 14.   |        |
| 1967 | 10.   |        |
| 1970 | 12.   |        |
| 1974 | –     |        |
| 1978 | 16.   |        |
| 1982 | –     |        |
| 1986 | –     |        |
| 1990 | 9.    |        |
| 1993 | 2.    |        |
| 1995 | 1.    |        |
| 1997 | 3.    |        |
| 1999 | 6.    |        |
| 2001 | 1.    |        |
| 2003 | 3.    |        |
| 2005 | 3.    |        |
| 2007 | 4.    |        |
| 2009 | 1.    |        |
| 2011 | 1.    |        |
| 2013 | 6.    |        |
| 2015 | 1.    |        |
| 2017 | 1.    |        |
| 2019 | 3.    |        |
| 2021 | 4.    |        |
| 2023 | 2.    |        |
| 2025 | 3.    |        |

### Udział wigrzyskach olimpijskich
| Rok  | Wynik | Źródło |
| ---- | ----- | ------ |
| 1936 | –     |        |
| 1972 | –     |        |
| 1976 | –     |        |
| 1980 | –     |        |
| 1984 | –     |        |
| 1988 | –     |        |
| 1992 | 3.    |        |
| 1996 | 4.    |        |
| 2000 | 6.    |        |
| 2004 | 5.    |        |
| 2008 | 1.    |        |
| 2012 | 1.    |        |
| 2016 | 2.    |        |
| 2020 | 1.    |        |
| 2024 | 8.    |        |

### Udział wmistrzostwach Europy
| Rok  | Wynik | Źródło |
| ---- | ----- | ------ |
| 1994 | 6.    |        |
| 1996 | 7.    |        |
| 1998 | 7.    |        |
| 2000 | 4.    |        |
| 2002 | 6.    |        |
| 2004 | 6.    |        |
| 2006 | 1.    |        |
| 2008 | 3.    |        |
| 2010 | 1.    |        |
| 2012 | 11.   |        |
| 2014 | 1.    |        |
| 2016 | 5.    |        |
| 2018 | 3.    |        |
| 2020 | 14.   |        |
| 2022 | 4.    |        |
| 2024 | 1.    |        |

## Sukcesy
- Igrzyska Olimpijskie:
  -  (3): 2008, 2012, 2020
  -  (1): 2016
  -  (1): 1992
- Mistrzostwa świata:
  -  (6): 1995, 2001, 2009, 2011, 2015, 2017
  -  (2): 1993, 2023
  -  (5): 1997, 2003, 2005, 2019, 2025
- Mistrzostwa Europy:
  -  (4): 2006, 2010, 2014, 2024
  -  (2): 2008, 2018
- Puchar Świata:
  -  (1): 2002
  -  (2): 1996, 2004
- Superpuchar:
  -  (2): 1998, 2005
- Igrzyska śródziemnomorskie:
  -  (3): 1987, 1993, 2009
  -  (1): 2001

## Kadra zawodnicza naMistrzostwa Świata 2009

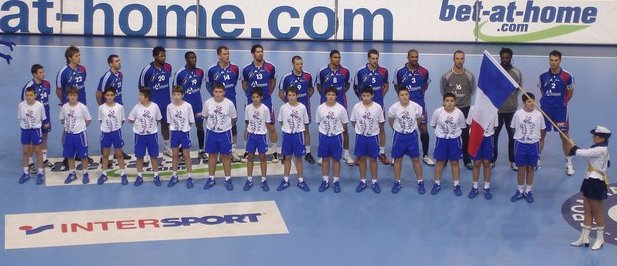
reprezentacja Francji na mistrzostwach Świata 2009 r.

| Nr | Imię i nazwisko    | Pozycja      | Data urodzenia | Klub               | Wzrost/Waga |
| -- | ------------------ | ------------ | -------------- | ------------------ | ----------- |
| 2  | Jérôme Fernandez   | rozgrywający | 7.03.1977      | BM Ciudad Real     | 199/106     |
| 3  | Didier Dinart      | obrotowy     | 18.01.1977     | BM Ciudad Real     | 198/111     |
| 5  | Guillaume Gille    | rozgrywający | 12.07.1976     | HSV Hamburg        | 192/97      |
| 8  | Daniel Narcisse    | rozgrywający | 16.12.1979     | Chambéry Savoie HB | 189/93      |
| 9  | Guillaume Joli     | skrzydłowy   | 27.03.1985     | Chambéry Savoie HB | 178/83      |
| 12 | Daouda Karaboué    | bramkarz     | 11.12.1975     | Montpellier HB     | 197/95      |
| 13 | Nikola Karabatić   | rozgrywający | 11.04.1984     | Paris SG Handball  | 195/102     |
| 14 | Christophe Kempé   | obrotowy     | 2.05.1975      | Toulouse Union HB  | 193/105     |
| 15 | Franck Junillon    | rozgrywający | 28.11.1978     | MT Melsungen       | 195/98      |
| 16 | Thierry Omeyer     | bramkarz     | 2.11.1976      | THW Kiel           | 191/95      |
| 19 | Luc Abalo          | skrzydłowy   | 6.09.1984      | BM Ciudad Real     | 184/82      |
| 20 | Cédric Sorhaindo   | obrotowy     | 7.06.1984      | Paris HB           | 192/102     |
| 21 | Michaël Guigou     | skrzydłowy   | 28.01.1982     | Montpellier HB     | 179/78      |
| 22 | Xavier Barachet    | rozgrywający | 19.11.1988     | Chambéry Savoie HB | 195/98      |
| 23 | Sébastien Bosquet  | rozgrywający | 24.02.1979     | Dunkerque HB       | 198/101     |
| 24 | Sebastien Ostertag | skrzydłowy   | 16.03.1979     | Tremblay en France | 173/79      |

## Kadra zawodnicza naMistrzostwa Europy 2010

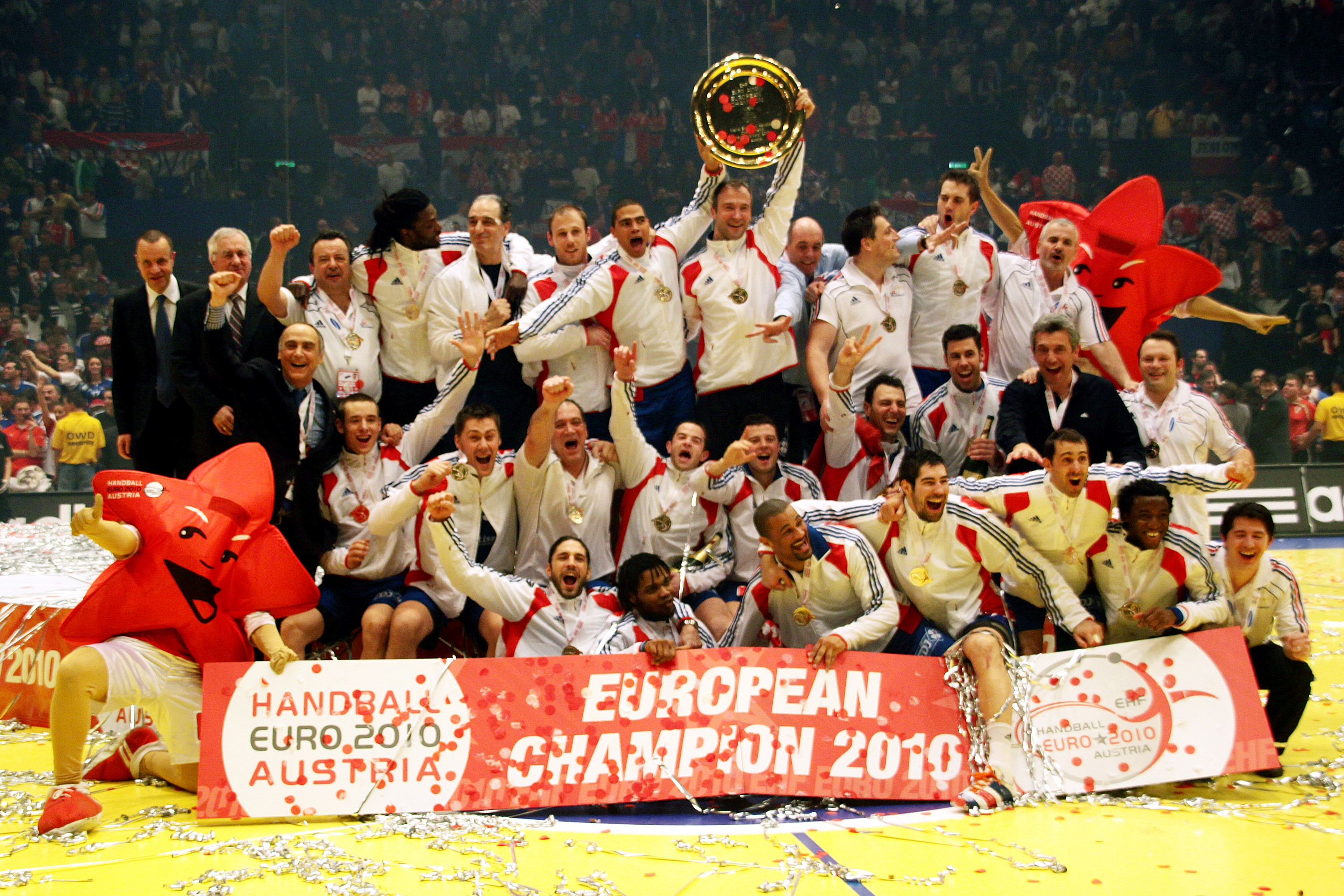
Reprezentacja Francji po zdobyciu mistrzostwa Europy w 2010 r.

| Nr | Imię i nazwisko    | Pozycja      | Data urodzenia    | Klub                       | Wzrost/Waga |
| -- | ------------------ | ------------ | ----------------- | -------------------------- | ----------- |
| 2  | Jérôme Fernandez   | rozgrywający | 7 marca 1977      | BM Ciudad Real             | 199/106     |
| 3  | Didier Dinart      | obrotowy     | 18 stycznia 1977  | BM Ciudad Real             | 198/111     |
| 5  | Guillaume Gille    | rozgrywający | 12 lipca 1976     | HSV Hamburg                | 192/97      |
| 6  | Bertrand Gille     | obrotowy     | 24 marca 1978     | HSV Hamburg                | 187/102     |
| 8  | Daniel Narcisse    | rozgrywający | 16 grudnia 1979   | THW Kiel                   | 189/93      |
| 9  | Guillaume Joli     | skrzydłowy   | 27 marca 1985     | Chambéry Savoie HB         | 178/83      |
| 12 | Daouda Karaboué    | bramkarz     | 11 grudnia 1975   | Montpellier HB             | 197/95      |
| 13 | Nikola Karabatić   | rozgrywający | 11 kwietnia 1984  | Montpellier HB             | 195/102     |
| 15 | Franck Junillon    | rozgrywający | 28 listopada 1978 | MT Melsungen               | 195/100     |
| 16 | Thierry Omeyer     | bramkarz     | 2 listopada 1976  | THW Kiel                   | 191/95      |
| 19 | Luc Abalo          | skrzydłowy   | 6 września 1984   | BM Ciudad Real             | 184/82      |
| 20 | Cédric Sorhaindo   | obrotowy     | 7 czerwca 1984    | Toulouse HB                | 192/102     |
| 21 | Michaël Guigou     | skrzydłowy   | 28 stycznia 1982  | Montpellier HB             | 179/80      |
| 23 | Sébastien Bosquet  | rozgrywający | 24 lutego 1979    | Dunkerque HB               | 198/94      |
| 24 | Sebastien Ostertag | skrzydłowy   | 16 marca 1979     | TFHB-Tremblay en France HB | 173/79      |

## Kadra zawodnicza na Mistrzostwa Świata 2023

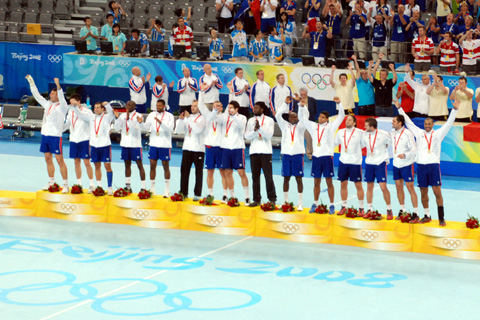
Reprezentacja Francji ze złotymi medalami olimpijskimi, Pekin 2008.

Źródło